# Talissieu

Talissieu este o comună în departamentul Ain din estul Franței.